# NGC 4096
NGC 4096 је спирална галаксија у сазвежђу Велики медвед која се налази на NGC листи објеката дубоког неба.
Деклинација објекта је + 47° 28' 33" а ректасцензија 12h 6m 0,9s. Привидна величина (магнитуда) објекта NGC 4096 износи 10,8 а фотографска магнитуда 11,5. Налази се на удаљености од 13,520 милиона парсека од Сунца. NGC 4096 је још познат и под ознакама UGC 7090, MCG 8-22-67, CGCG 243-43, IRAS 12034+4745, PGC 38361.